# Dieterich Buxtehude

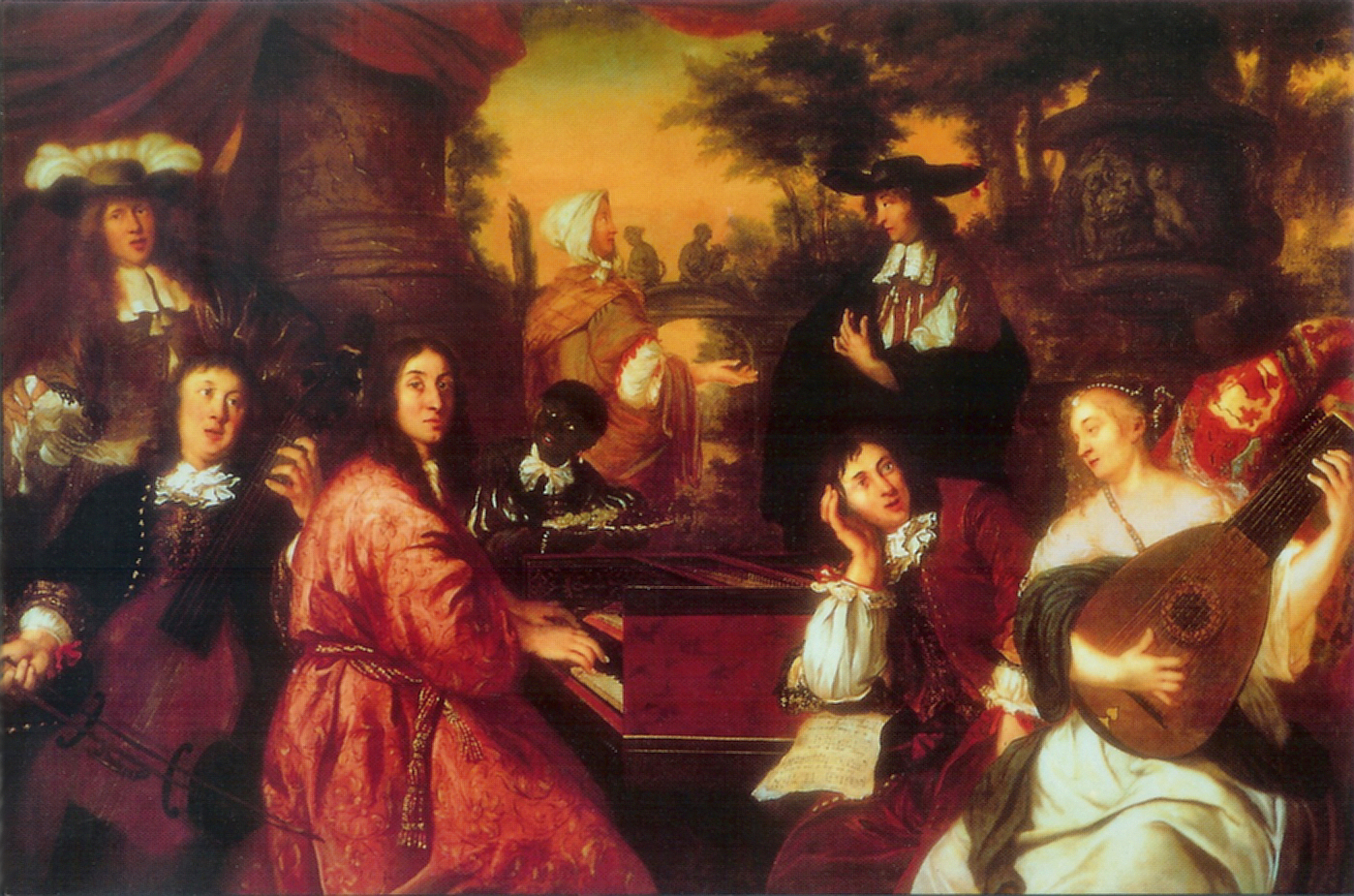
Musizierende Gesellschaft von Johannes Voorhout, 1674; am Cembalo sitzend Johann Adam Reincken, links daneben vermutlich Buxtehude an der Viola da gamba

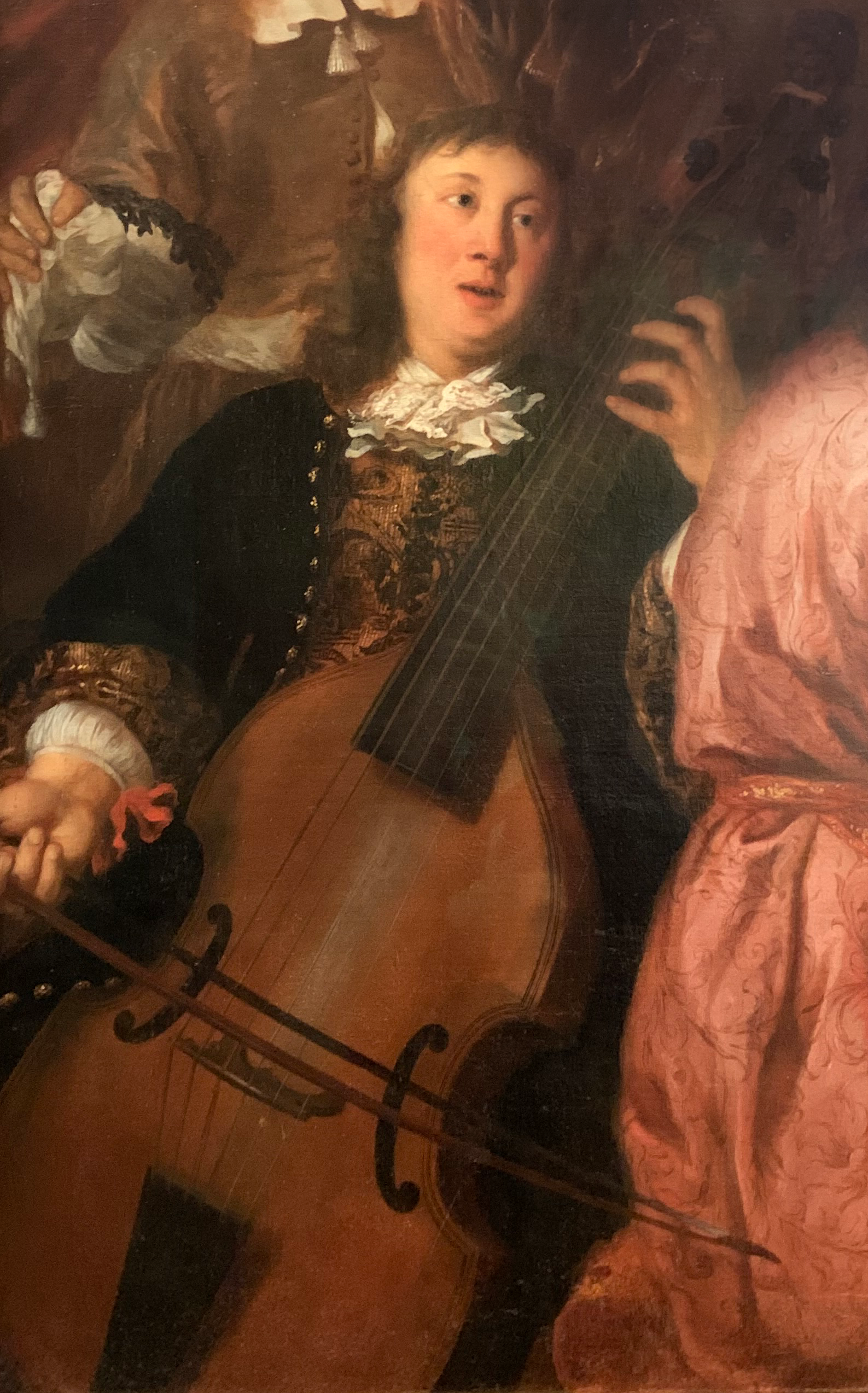
Gambist (Ausschnitt aus obigem Bild), möglicherweise Dieterich Buxtehude

St. Marien in Lübeck (1998)

Dieterich Buxtehude (* um 1637  in Bad Oldesloe oder in Helsingborg; † 9. Mai 1707 in Lübeck) war ein dänisch-deutscher Organist und Komponist des Barock. Sein Vorname ist auch in der Form Dietrich geläufig.

## Leben
Dieterich Buxtehude (dänisch Diderik Buxtehude) wurde um 1637 als Sohn des aus Oldesloe in Holstein stammenden Organisten Johann(es) Buxtehude (Hans Jenssen Buxtehude, 1602–1674) und seiner Frau Helle Jaspersdatters geboren, wahrscheinlich im damals dänischen Helsingborg. Frühere Annahmen, er sei in Bad Oldesloe geboren, können nicht ausgeschlossen werden, gelten zurzeit in der Forschung aber als weniger wahrscheinlich. 1641 war sein Vater nachweislich Organist an der St.-Olai-Kirche in Helsingør. Dort absolvierte Dieterich Buxtehude vermutlich die Lateinschule.
Als Organist wirkte er seit 1657 an der Marienkirche in Helsingborg, 1660 bis 1668 an der Marienkirche (auch Deutsche Kirche) in Helsingør. Am 11. April 1668 wurde er Nachfolger Franz Tunders an St. Marien in Lübeck, dessen zweite Tochter Anna Margaretha er am 3. August desselben Jahres heiratete; dort übernahm er als „Werckmeister“ auch Verwaltungsaufgaben und die Rechnungsführung. Das Ehepaar bekam sieben Kinder, von denen drei den Vater überlebten. Er führte die von seinem Schwiegervater begründete, seit 1673 Abendmusiken genannte Reihe adventlicher geistlicher Konzerte fort, die ihn als Komponisten und virtuosen Organisten bekannt und berühmt machte. Schon 1669 ließen die Kirchenvorsteher der Marienkirche Seitenemporen im Obergaden zu beiden Seiten der Orgel anbringen, die es ermöglichten, von dort zusammen mit der großen Orgel zu musizieren.
1705 legte Johann Sebastian Bach die mehr als 465 Kilometer von Arnstadt (Thüringen) nach Lübeck zu Fuß zurück, um sein musikalisches Vorbild Buxtehude zu hören, und nahm vermutlich Unterricht bei ihm. Der Aufenthalt in Lübeck bedeutete für Bach so viel, dass er diesen „Bildungsurlaub“ eigenmächtig um 12 Wochen verlängerte und er deshalb von seinen Vorgesetzten in Arnstadt vernommen und gerügt wurde. Für die Nachfolge des alternden Organisten scheint sich Bach jedoch nicht interessiert zu haben, im Gegensatz zu Georg Friedrich Händel oder Johann Mattheson, die diese Stelle in Erwägung zogen und deshalb 1703 nach Lübeck gereist waren. Beide verspürten jedoch kein Bedürfnis, nach damaligem Brauch die Tochter des amtierenden Marienorganisten zu heiraten, um dessen Nachfolge antreten zu können. Das galt auch für Bach, der zu dieser Zeit ohnehin schon mit Maria Barbara Bach verlobt war. Nachfolger Buxtehudes wurde schließlich Johann Christian Schieferdecker, der dessen älteste, 1675 geborene und bereits um 1709 gestorbene Tochter Anna Margreta heiratete.
Dieterich Buxtehude ist der berühmteste Vertreter der Norddeutschen Orgelschule. Sein bekanntester Schüler war Nicolaus Bruhns.
Buxtehude starb am 9. Mai 1707 und wurde in der Lübecker Marienkirche in der Nähe der sogenannten „Totentanzorgel“ beigesetzt. Bei Bombenangriffen 1942 wurde die Grabstätte zerstört. Zu seinem 250. Todestag 1957 brachte man an seiner Grabstelle eine neue Gedenktafel an.
Von Buxtehude ist kein ihn eindeutig identifizierendes Porträt bekannt. Seit der Wiederentdeckung der Häuslichen Musikszene des niederländischen Malers Johannes Voorhout von 1674 hat es verschiedentlich Versuche gegeben, darin Buxtehude zu identifizieren. 2008 wurde in der Lübecker Stadtbibliothek ein Porträt von Johann Theile entdeckt, das diesen als den Gambisten ausschließt. Das macht es umso wahrscheinlicher, dass Buxtehude der Gambist in der Musikszene ist. Dieser greift auf seinem Instrument die Töne D und B, Buxtehudes Initialen.

## Werke
Als Komponist schuf Buxtehude ein umfangreiches Werk. Unter seinen weltlichen Werken herrschen Triosonaten und Klavierwerke vor. An geistlicher Musik schuf er zahlreiche Orgelwerke, etliche davon sind in ihrem Charakter nicht liturgisch, sondern konzertant, andere eignen sich als Vor- oder Nachspiel zum Gottesdienst wie zur konzertanten Aufführung.
Umfangreicher als das Orgelwerk ist Buxtehudes Vokalschaffen. Die oratorienartigen „Abendmusiken“, mit denen die Geschichte der geistlichen und öffentlichen Konzerte in Deutschland beginnt, und Kantaten, die nach dem Brauch der damaligen Zeit eher für den Gottesdienst geeignet sind, bestimmen diesen Teil seines Schaffens. Die Abendmusiken bestanden in Lübeck bis 1810 und wurden 1926 wieder begründet.
In seinen Kantaten verwendet Buxtehude drei verschiedene Textgattungen, denen jeweils auf den Texttyp zugeschnittene Kompositionstechniken entsprechen. Die erste, die Bibeltexte, sind zumeist dem Buch der Psalmen entnommen und werden in Form von Concerti in einem Wechsel von Soli und Tutti vertont. Die Kompositionstechnik berücksichtigt die Struktur der Texte und ist häufig mit einer einleitenden Sonate versehen. Die zweite Textgattung erfüllt liturgisch betrachtet die Funktion des Antwortgesanges, mit dem die Gläubigen auf das zuvor gehörte Wort Gottes reagieren. Hier stehen in den Kantaten Buxtehudes deutsche Choräle, die in Concertotechnik, als ein- oder mehrstimmiger homophoner Gesang vertont sind. Die dritte Textgattung bilden Bibelkommentare, mehrstrophige Gedichte, die zumeist in Arienform kompositorisch verarbeitet worden sind. Diese dritte Form entspricht der in der Bewegung des Pietismus wichtigen inneren Aneignung des Gotteswortes durch die gläubige Seele.
Dieterich Buxtehudes Werke sind im Buxtehude-Werke-Verzeichnis (BuxWV) katalogisiert.
135 Vokalwerke (BuxWV 1–135):
- über 100 Kantaten und Geistliche Konzerte
- Passionszyklus „Membra Jesu nostri“ (BuxWV 75)
- Klagelied (BuxWV 76), anlässlich des Todes (1674) seines Vaters komponiert[3]
- eine Missa brevis (BuxWV 114)
- einige Oratorien (größtenteils nicht erhalten)

89 Orgelwerke (BuxWV 136–225):
- 42 freie (Toccaten, Präludien, Fugen, Canzonen und Ostinatowerke)
- 47 choralgebundene Werke

26 Cembalowerke (BuxWV 226–251):
- 20 Suiten
- 6 Variationenwerke

24 Werke für Streicher und Basso continuo (BuxWV 252–275)
- 14 Triosonaten
- 10 Sonaten

## Schriften
- Castrum Doloris – Templum Honoris. Die Extraordinairen Abendmusiken, Lübeck 1705. Faksimile Lübeck 2002. ISBN 3-933652-14-6

## Traditionspflege
- Für die Erinnerung an Buxtehude und sein Werk setzte sich Hans Henny Jahnn (1894–1959) ein.
- 1990 wurde der Asteroid (4344) Buxtehude nach ihm benannt.[8]
- Das Lübecker St.-Annen-Museum ehrte den Komponisten anlässlich des Lübecker Buxtehude-Jahres 2007 mit einer umfassenden Ausstellung. Im Rahmen dieses Festjahres fanden zahlreiche Konzerte mit international bekannten Musikern statt.
- Der Kreis der Freunde und Förderer der Kirchenmusik an St. Marien Lübeck e. V. sowie die am 8. Mai 2004 in Lübeck gegründete Internationale Dieterich-Buxtehude-Gesellschaft richten regelmäßig das Europäische Buxtehude-Fest aus, dessen Programm neben den Aufführungen Alter Musik und zeitgenössischer Kompositionen auch Lesungen umfasst.
- Alle drei Jahre lobt die Gemeinnützige Sparkassenstiftung Lübeck den Internationalen Buxtehude-Orgelwettbewerb in Kooperation mit der Musikhochschule Lübeck aus.
- Seit 1951 vergibt der Senat der Hansestadt Lübeck den Buxtehude-Preis (Preisträger siehe dort).

### Biografische Schriften
- Arrey von Dommer: Buxtehude, Dietrich. In: Allgemeine Deutsche Biographie (ADB). Band 3, Duncker & Humblot, Leipzig 1876, S. 667 f.
- André Pirro: Dietrich Buxtehude, Fischbacher, Paris 1911. Deutsche Ausgabe: übersetzt von Klaus Beckmann, Schott Mainz 2021, ISBN 978-3-95983-631-9 (512 Seiten).
- Hans Engel: Buxtehude, Dietrich. In: Neue Deutsche Biographie (NDB). Band 3, Duncker & Humblot, Berlin 1957, ISBN 3-428-00184-2, S. 82 f. (Digitalisat).
- Hans Joachim Moser: Dietrich Buxtehude – Der Mann und sein Werk. Merseburger, Berlin 1957.
- Friedrich Wilhelm Bautz: Buxtehude, Dietrich. In: Biographisch-Bibliographisches Kirchenlexikon (BBKL). Band 1, Bautz, Hamm 1975. 2., unveränderte Auflage. Hamm 1990, ISBN 3-88309-013-1, Sp. 833–834 (Artikel/Artikelanfang im Internet-Archive).
- Kerala J. Snyder: Dieterich Buxtehude: Organist in Lübeck. Schirmer Books, New York 1987/1993, ISBN 0-02-873080-1 (551 Seiten); 2., überarbeitete und erweiterte Auflage (revised edition): University of Rochester Press, Rochester N.Y. 2007, ISBN 978-1-58046-253-2, (books.google.de). – Deutsch (Übersetzung der 2. Auflage): Dieterich Buxtehude. Leben, Werk, Aufführungspraxis. Bärenreiter, Kassel 2007, ISBN 978-3-7618-1836-7 (581 Seiten).
- Kerala J. Snyder: Buxtehude, Dieterich. In: Ludwig Finscher (Hrsg.): Die Musik in Geschichte und Gegenwart. Zweite Ausgabe, Personenteil, Band 3 (Bjelinski – Calzabigi). Bärenreiter/Metzler, Kassel u. a. 2000, ISBN 3-7618-1113-6 (Online-Ausgabe, für Vollzugriff Abonnement erforderlich)

### Sekundärliteratur
- Hans Franck: Die Pilgerfahrt nach Lübeck – Eine Bach-Novelle. 1936, ISBN 3-579-01021-2.
- Georg Karstädt: Der Lübecker Kantatenband Dietrich Buxtehudes. Lübeck 1971.
- Klaus Beckmann Ein anderer Buxtehude? Zur umstrittenen Textfrage bei Buxtehudes Orgelwerken. In: Der Kirchenmusiker. Kassel 1984, S. 1–12, 48–59.
- Uwe Haensel: Dietrich Buxtehude zum 350. Geburtstag. Kiel 1987.
- Hermann Wettstein: Dietrich Buxtehude 1637–1707. Bibliographie zu seinem Leben und Werk. München 1989, ISBN 3-598-10786-2.
- Arnfried Edler, Friedhelm Krummacher (Hrsg.): Dietrich Buxtehude und die europäische Musik seiner Zeit: Bericht über das Lübecker Symposion 1987 (= Kieler Schriften zur Musikwissenschaft 35). Bärenreiter, Kassel 1990, ISBN 3-7618-0994-8 (319 S., Ill., Noten).
- Michael Belotti: Die freien Orgelwerke Dietrich Buxtehudes – Überlieferungsgeschichtliche und stilkritische Studien (= Europäische Hochschulschriften: Reihe 36, Musikwissenschaft, Band 136; zugleich: Dissertation Freiburg 1993). Lang, Frankfurt am Main 1995, ISBN 3-631-48534-4.
- Wolfgang Sandberger (Hrsg.): Bach, Lübeck und die norddeutsche Musiktradition. Bärenreiter, Kassel 2002.
- Pieter Dirksen: Dieterich Buxtehude and the Chorale Fantasia. In: Sverker Jullander (Hrsg.): GOArt Research Report 3, Göteborg, 2003, S. 149–165.
- Arndt Schnoor, Volker Scherliess: „Theater-Music in der Kirche“. Zur Geschichte der Lübecker Abendmusiken. Lübeck 2003, ISBN 3-933652-15-4.
- Pieter Dirksen: The Enigma of the stylus phantasticus and Dieterich Buxtehude’s Praeludium in G Minor (BuxWV 163). In: Cleveland Johnson (Hrsg.): Orphei organi antiqui, Essays in Honor of Harald Vogel. Westfield Center, Ithaca 2006, ISBN 0-9778400-0-X, S. 107–132.
- Ibo Ortgies: Über den Umbau der großen Orgel der Marienkirche zu Lübeck durch Friederich Stellwagen 1637–1641. In: Cleveland Johnson (Hrsg.): Orphei organi antiqui, Essays in Honor of Harald Vogel. Westfield Center, Ithaca 2006, ISBN 0-9778400-0-X, S. 313–335 (Corrigenda und Errata zu diesem Artikel).
- Ludger Stühlmeyer: Gedanken zum Organisten und Komponisten Dietrich Buxtehude. In: Kirchenmusik im Erzbistum Bamberg, Nr. 45, Bamberg Dezember 2007, S. 4f.
- Ibo Ortgies: 2037/2038 – Vierhundert Jahre Dieterich Buxtehude (Gedanken zu einem Problem der Buxtehude-Forschung) (Webveröffentlichung, 2007). Urspr. ersch. in Niederländisch unter dem Titel Volgend Buxtehude-jaar in 2037 of 2038. Gedachten bij een problem uit het Buxtehude-onderzoek. In: Het Orgel 104, Nr. 1 (2008), S. 13–17 (Zusammenfassung auf Deutsch, Niederländisch und Englisch).
- Dorothea Schröder (Hrsg.): ‚Ein fürtrefflicher Organist und Componist zu Lübeck‘. Dieterich Buxtehude (1637–1707). Katalog zur Ausstellung „Ein fürtrefflicher Organist und Componist zu Lübeck – Dieterich Buxtehude.“ Lübeck, Museum für Kunst und Kulturgeschichte (St.-Annen-Museum) 2007. Dräger, Lübeck 2007, Digitalisat, PDF.
- Stephen Rose: A Lübeck music auction, 1695. In: Schütz-Jahrbuch. 30, 2008, S. 171–190.
- Klaus Beckmann: Die Norddeutsche Schule. Orgelmusik im protestantischen Norddeutschland zwischen 1517 und 1755. Teil II: Blütezeit und Verfall 1620–1755. Schott, Mainz 2009.
- Klaus Beckmann: Dietrich Buxtehudes Orgelwerke. Überlieferung, Edition, Historisch legitimierte Aufführungspraxis. Schott, Mainz 2021, ISBN 978-3-95983-619-7.
- Klaus Beckmann: Überlieferungsprobleme bei Dietrich Buxtehudes Te Deum laudamus BuxWV 218. In: Ute van der Mâer (Hrsg.) Bis orat qui cantat. Festschrift zum 60. Geburtstag von Ludger Stühlmeyer. Norderstedt 2021, ISBN 978-3-7543-9507-3, S. 50–81.

Buxtehude Studien

der Internationalen Dieterich-Buxtehude-Gesellschaft, herausgegeben von Matthias Schneider und Jürgen Heering:
- Buxtehude-Studien Band 1. Musikverlag Dr. J. Butz, Bonn 2015, ISBN 978-3-928412-18-6.
- Buxtehude-Studien Band 2. Musikverlag Dr. J. Butz, Bonn 2017, ISBN 978-3-928412-22-3.
- Buxtehude-Studien Band 3. Musikverlag Dr. J. Butz, Bonn 2019, ISBN 978-3-928412-28-5.
- Buxtehude-Studien Band 4. Musikverlag Dr. J. Butz, Bonn 2021, ISBN 978-3-928412-29-2.